# Sudán en los Juegos Olímpicos de México 1968
Sudán estuvo representado en los Juegos Olímpicos de México 1968 por cinco deportistas masculinos que compitieron en dos deportes.
El equipo olímpico sudanés no obtuvo ninguna medalla en estos Juegos.